# Município de Bartlow (condado de Henry, Ohio)
Localização do Ohio nos E.U.A.
O município de Bartlow (em inglês: Bartlow Township) é um município localizado no condado de Henry no estado estadounidense de Ohio. No ano 2010 tinha uma população de 2367 habitantes e uma densidade populacional de 25,19 pessoas por km².

## Geografia
O município de Bartlow encontra-se localizado nas coordenadas 41° 12′ 26″ N, 83° 56′ 52″ O. Segundo a Departamento do Censo dos Estados Unidos, o município tem uma superfície total de 93.96 km², da qual 93,87 km² correspondem a terra firme e (0,1 %) 0,09 km² é água.

## Demografia
Segundo o censo de 2010, tinha 2367 pessoas residindo no município de Bartlow. A densidade de população era de 25,19 hab./km².